# ルキオラと魔境の商館員
『ルキオラと魔境の商館員』（ルキオラとまきょうのしょうかんいん）は、橋本花鳥による日本の漫画。『マガジンポケット』（講談社）にて、2024年6月4日より連載されている。

## あらすじ
人間と魔物が争う「魔境」を舞台に、かつて勇者として戦っていたルキオラは、商館員ビルキスとの出会いをきっかけに、貿易による平和を目指す「大魔境貿易」に入社する。ルキオラは、力ではなく商談で魔物と渡り合い、利益を出しながら魔境に平和をもたらすという、前代未聞の挑戦に挑む。

## 制作背景
作者の橋本花鳥は子どものころに東インド会社に憧れを抱いていた。橋本は東インド会社について「歴史的な背景も最終的な形も知らず、ただ「異文化と交流し商売しながら世界を旅する冒険譚」くらいの認識」であったが、大人になり調べた際に「植民地支配と戦争を避けては語れない、重く苦しい」と感じ、「まじめに重く史実と向き合う青年漫画としてなら面白そう」ではあるものの、「とても「冒険少年漫画」として明るく軽く希望を見せながら描いていいもの」ではないと考えた。橋本は歴史の結末を知っているが、「貿易で魔境を平和にできる」と考えるルキオラを「少年漫画の主人公として困難に向かい、私が子供の頃に憧れた「貿易冒険譚」を実現してほしい」と思い、「貿易で仲良く」は夢物語ではないと橋本が「考えを改めることができたら彼女の勝ち」だと考えて制作されている。本作の形になるまで結構かけて、編集担当者に「貿易漫画をファンタジーでやりたいな」と話したところ乗り気になったため、連載が開始されている。
「週刊連載」をやってみたかった橋本であるが、「若さで無茶して乗り切れる年齢じゃない」ため、「大人の計算高さできちんと準備して、クールに制作していきたい」と思い制作しているものの、「予定通りに結末まで進行できた経験」はないと話している。

## 書誌情報
- 橋本花鳥『ルキオラと魔境の商館員』 講談社〈講談社コミックス〉、全4巻
  1. 2024年9月9日発売[4]、ISBN 978-4-06-536853-4
  2. 2024年11月8日発売[5]、ISBN 978-4-06-537429-0
  3. 2025年1年8日発売[6]、ISBN 978-4-06-538070-3
  4. 2025年3月7日発売[7]、ISBN 978-4-06-538725-2